# Sachjere
Sachjere (en georgiano: საჩხერე) es una ciudad en el norte de Georgia, ubicada en el noreste de la región de Imericia y capital del municipio homónimo. 

## Geografía
Sachjere está situado a orillas del río Kvirila, un afluente del Rioni, a 91 km de Kutaisi.

### Clima
El clima es subtropical moderadamente húmedo, con inviernos moderadamente fríos y veranos relativamente secos y calurosos. La temperatura media anual del aire es de 11,7 °C, mientras la temperatura media de enero es de 0,4 °C y la de julio de 20 °C. La precipitación media es de 900 mm por año.

## Historia
Sachjere fue mencionado por primera vez en fuentes históricas en el siglo XVII. En la época feudal tardía, éste era un punto de comercio avanzado. Según Vajushti de Kartli, Sachjere se plantó en el lado izquierdo del río Kvirila. El viajero francés Jean Chardin y los misioneros europeos señalaron en sus notas que la ruta que pasaba por Sachjere representaba la futura ruta comercial de India e Irán y conectaba Tiflis con el reino de Imericia. La ubicación estratégica de Sachjere se subraya en la obra Gabaaseba de Teimuraz y Rustveli del rey-poeta Archil de Imericia, donde Sachjere se presenta como un puente político que conecta Oriente y Occidente. Sachjere era propiedad de la familia Tsereteli. Se sabe que los reyes de Kajetia y de Kartli, Teimuraz I y Luarsab II de Kartli, que huyeron con sus seguidores del sah Abás el Grande durante algún tiempo en Sachkhere, cerca de Tsereteli.
En la década de 1830, Sachjere era una pequeña ciudad donde vivían georgianos y armenios. En 1904, la ciudad de Sachjere fue conectada a la principal línea férrea del país, el ferrocarril Poti-Bakú, con el ferrocarril Zestaponi-Sachjere. En ese momento era un ferrocarril de vía estrecha, que luego se reconvirtió a la vía ancha habitual en el país.
Sachjere fue declarada ciudad en 1964. Durante el período soviético, se desarrolló la industria alimentaria y ligera. Había fábricas de vino y conservas, una fábrica de ropa de algodón, varias pequeñas empresas.

## Demografía
La evolución demográfica de Sachjere entre 1926 y 2022 fue la siguiente:
| 2757                                            | 4518 | 6469 | 7311 | 7085 | 7778 | 6660 | 6140 |
| (Fuente: Population of Georgia in Soviet times) |      |      |      |      |      |      |      |

Históricamente, la población de Sachjere ha sido mayoritariamente georgiana.
|              | 1959      | 1959       | 2014      | 2014       |
| Grupo étnico | Población | Porcentaje | Población | Porcentaje |
| ------------ | --------- | ---------- | --------- | ---------- |
| Georgianos   | 4788      | 74%        | 6122      | 98,80%     |
| Rusos        | 68        | 1,1%       | 9         | 0,15%      |
| Osetios      | 3         | 0,1%       | 3         | 0,05%      |
| Armenios     | 141       | 2,2%       | -         | -          |
| Ucranianos   | 8         | 0,1%       | -         | -          |
| Azeríes      | 1         | 0,1%       | -         | -          |
| Total        | 6469      | 100%       | 6140      | 100%       |

## Economía
La agricultura es la mayor actividad económica de Sachjere. Alva LLC estima que existen 4.000 fincas y ranchos pequeños y medianos en la región, apoyados por un programa de asistencia técnica auspiciado por USAID y administrado por el programa Farmer-to-Farmer.

## Infraestructura

### Arquitectura, monumentos y lugares de interés
La ciudad todavía conserva varios edificios del siglo XIX. En Sachjere, se ha conservado la iglesia de Ejvevi de siglo XI y sobre la montaña de la ciudad se encuentran los restos de la fortaleza de Modinaje, una construcción del siglo XVIII para los Tsereli. En Sachjere también hay un pequeño museo de historia local.

### Transporte
Hay pocas carreteras en Sachjere. Un camino conduce a Chiatura y otro al sur, hacia de Jashuri. Hacia el norte, al municipio de Oni, no había carretera hasta 2021. El camino a la república parcialmente reconocida de Osetia del Sur ha sido bloqueado.
Actualmente, dos pares de trenes de pasajeros circulan diariamente entre Sachjere y Kutaisi. En 2008, se suspendió el trolebús que hasta entonces había conectado Satschjere con la vecina Chiatura. 

## Cultura

### Deporte
El club de fútbol de la ciudad, el FC Chijura Sachjere, un club de fútbol, juega en la primera división de Georgia.

## Personas ilustres
- Guiorgui Eliava (1892-1937): microbiólogo soviético georgiano que trabajó con bacteriófagos.
- Guiorgui Asanidze (1975): halterófilo georgiano que ganó medalla de oro en Atenas 2004 y bronce en Sídney 2000.
- Lasha Talajadze (1993): halterófilo georgiano que ganó medallas de oro en Río de Janeiro 2016 y en Tokio 2020.

## Galería

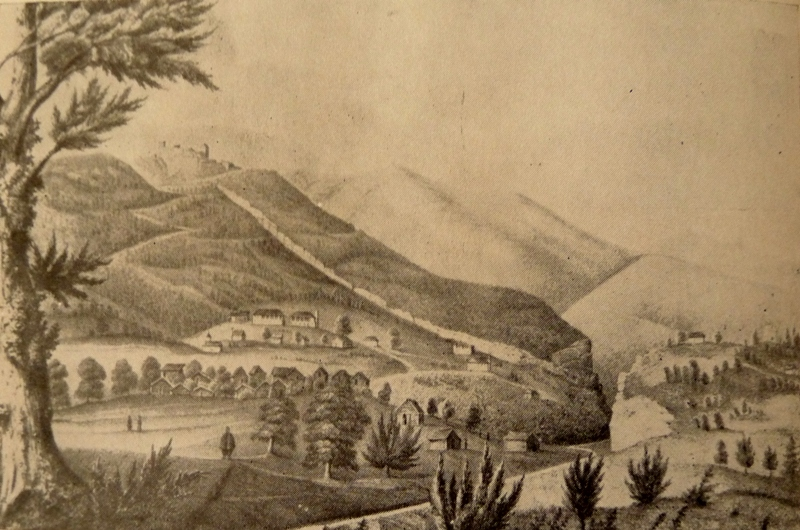
Grabado de Sachjere por Friedrich Dubois de Montpereux
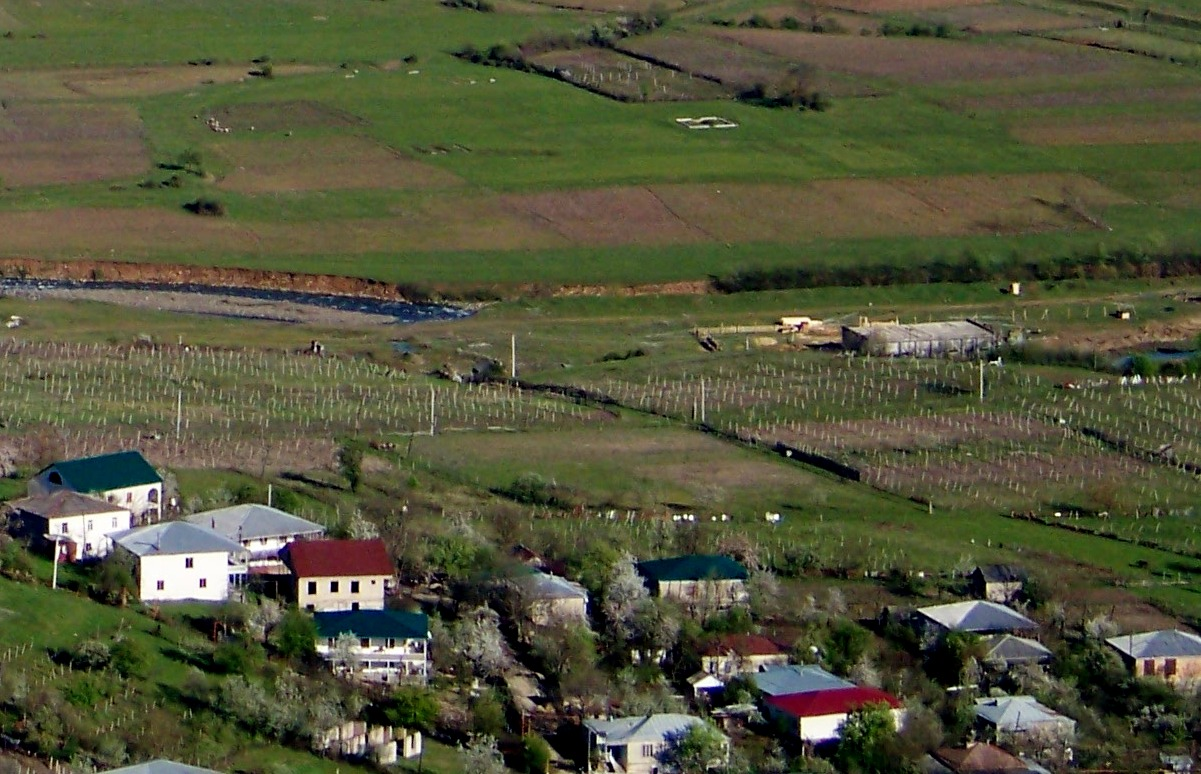
Río Kvirila
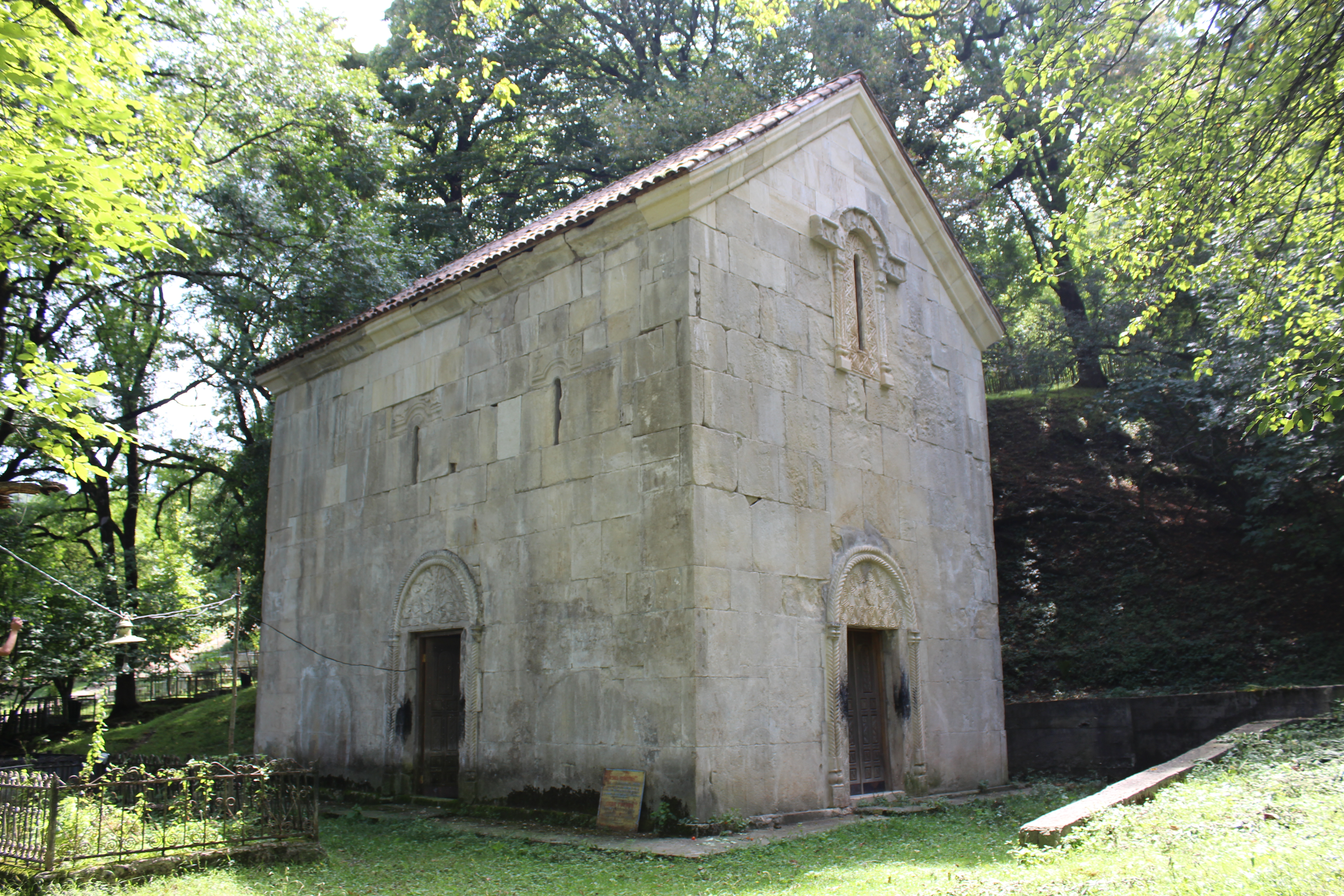
Iglesia de Ejvevi
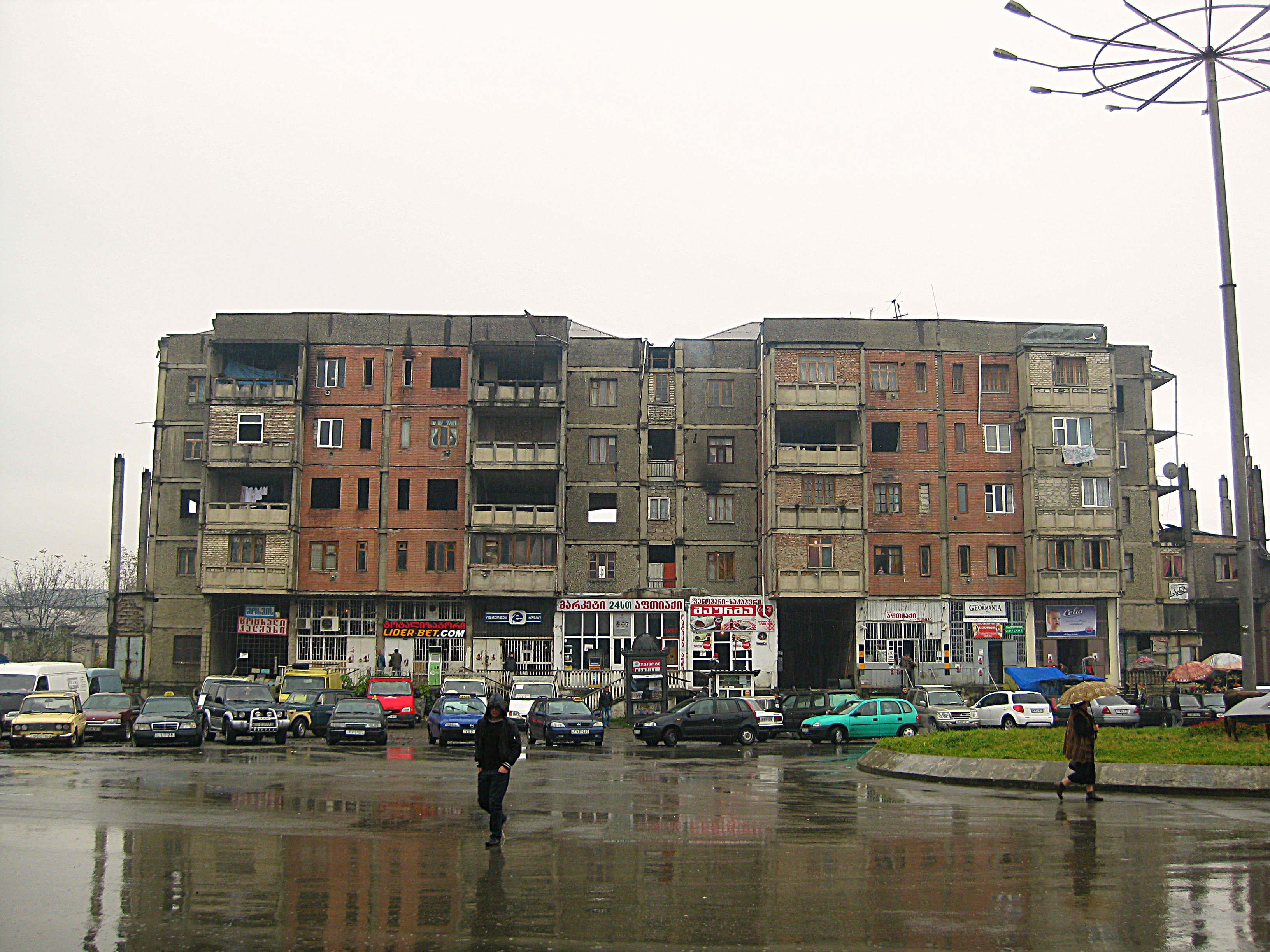
Edificios de Sahjere